# 中華民國法警協會
中華民國法警協會（英語：Chinese Marshals Service Association）是由中華民國司法院及法務部所屬各級法院、檢察署之現職與退休的法警人員自主成立的社團法人組織。協會於2016年12月17日在臺中市成立，第一、二屆理事長由詹彥峰擔任。協會之成立宗旨，在於推動司法改革健全體制，協助政府預防犯罪，爭取保障會員權益，績優表揚激勵士氣，與投入社會慈善公益。

## 組織架構
- 會員大會：為組織最高權力機構，每年召開大會一次。
- 理事會：承會員大會之命，遂行會務之推動。由理事33名，含11名常務監事組成，由會員直選之理事長召集理事會議之召集，每半年會議一次，理事長及理事每二年改選。
- 監事會：承會員大會之命，遂行會務之監察。由監事11名與1名常務監事組成，由常務監事來召集監事會議之召開，每半年會議一次，監事每二年改選。
- 各區分會：區劃有-北、中、南、東、離島等各分會，承奉會員大會與理監事會議之命，遂行會務之推動，各區會務由分會長主其事。
- 幕僚長：由理事長指派執行長與祕書長各1名，襄助理事長遂行會務。[3][4][5][6]

## 會史

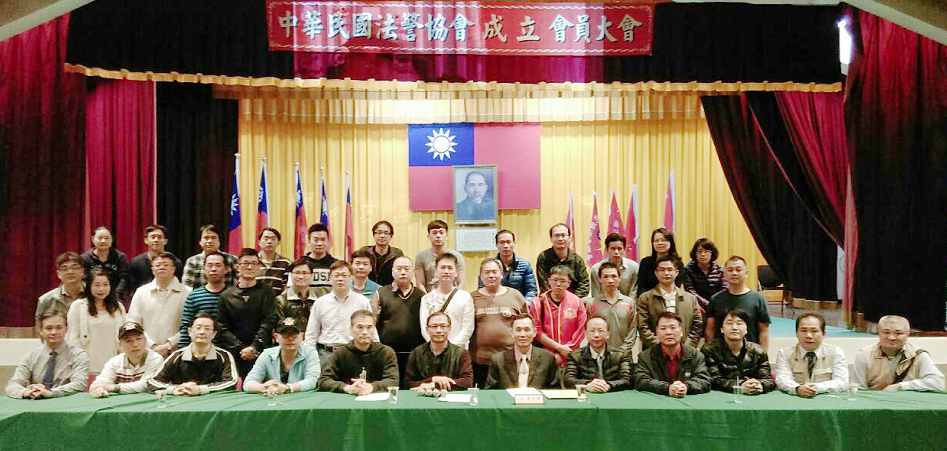
法警協會成立大會理監事合照

籌組準備：在2015年規劃期程與草創組織章程，2016年1月20日徵求組會發起人，2016年8月16日經中華民國內政部核准籌組；2016年9月4日，卅餘人於逢甲大學召開發起人暨第一次籌備會議，會中推舉詹彥峰擔任籌備委員會主任委員，選出8名委員來組成籌備委員會；2016年11月5日在台中律師公會召開第二次籌備會議；2016年12月7日於法警協會會址召開第三次籌備會議，審定四百餘名的會員資格冊報內政部，確定會員大會期程，並通過理事長選舉方式為全體會員直選。
成立大會：法警協會成立大會於2016年12月17日在臺中市司法大廈召開，近五百人與會，立法委員許淑華、立法委員江啟臣、立法委員顏寬恆、立法委員王惠美、臺灣高等法院臺中分院檢察署檢察長江惠民、臺灣臺中地方法院庭長楊文廣、律師郭林勇等人到場致意並參與座談。會中通過組織章程、工作計畫與收支預算，選出理監事群，由會員選出第一屆理事長詹彥峰。法警協會並開設Facebook官網，作為敘舊抒誼，會務宣導與活動推展之平台。

## 會徽
「鴿子」象徵警察維護和平安定之意，「天枰」代表法律公平公正與正義，冠予「中華民國法警協會」會名，「光芒」照耀著會員與協會。　　

## 會務
工作要項：在於爭取與保障法警權益，參與司法改革健全法警體制，扮演政府機關與法警間之溝通橋樑，適時建言主政者採取對策以改善司法基層問題，推動犯罪預防工作，協助民眾自我安全防護訓練，精進法警本職學能，與會員急難救助等事項。
改革目標：自司法特考招考法警20餘年來，法警協會是繼法官協會、檢察官協會之後，由司法人員自主成立的全國性準工會團體。法警協會成立大會當日隨即舉辦司法基層座談，盤點當前法警體制上的五個主要問題亟待改革：「法警人力不足」、「值勤費過低」、「職權行使依據不明」、「陞遷制度僵化」與「法警人力組成老化」。參與座談的立法委員表示將促請司法院及法務部檢討，並研議改革之具體措施，以解決法警的困境與阻礙。
績優表揚：對協助會務卓有成效，有社會公益事項而足為表率之績優人員，藉每年會員大會或適當時機公開表揚。